# Jerkin'

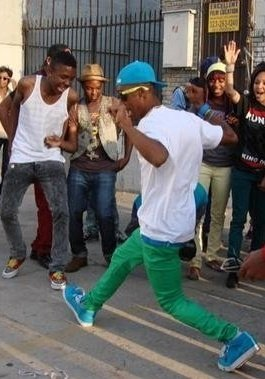
Un ragazzo si esercita nello stile Jerkin'

Il Jerkin' è uno stile di danza di strada derivato dall'hip hop; si propaga in Francia, in particolare a Parigi però viene poi importato a Los Angeles dove nasce effettivamente nel 2008. In seguito si è diffuso anche nella California del sud, quindi a tutta la West Coast e si sta diffondendo nella East Coast.
La danza si compone di muovere le gambe in dentro e in fuori e questo movimento si chiama 'jerk' e facendo altre mosse chiamate "reject" "dip" e "pindrop".
Le persone che ballano il jerkin sono chiamate Jerker e si muovono in crew lanciandosi sfide per ritrovarsi a ballare nelle strade rispettando un dress code originale e funky. Per la prima volta in uno stile di danza c'è un'imposizione nel vestiario: questo tipo è detto SWAG e comprende: jeans skinny (che variano da colori classici o particolari) come rifiuto dello stile pantaloni larghi classicamente usati per ballare, scarpe sportive dai colori vivaci, berretto, accessori a volontà in stile anni 80 e camicie a quadri o maglie originali.
Il brano musicale più rappresentativo dello stile è You're a Jerk dei New Boyz e  Teach Me How To Jerk degli Audio Push. infatti i New Boyz sono considerati i precursori di questo stile grazie ai loro video su YouTube. due dei più famosi Jerkers sono Chris Brown e la crew Themprangers.
Per aggiornarsi sulle ultime tendenze e sui nuovi passi del movimento, i Jerkers caricano video su YouTube e si possono vedere dal vivo al concerto chiamato Red Light che si tiene a Parigi.